# Gajac
Gajac je turistički kompleks na otoku Pagu u Republici Hrvatskoj, u administrativnoj nadležnosti Grada Novalje, Ličko-senjska županija. 

## Povijest
Turistički kompleks Gajac nalazi se na otoku Pagu, i izgrađen je na tada nenaseljenom dijelu općine Novalja (Zona A) tijekom 1980-ih godina. Kasnijim administrativnim i građevinskim preinakama pridružene su mu Zona B i Zona C, koje se nalaze na teritoriju općine Kolan. Gajac tako predstavlja jedinstveni tip cjelovitog turističkog kompleksa koje je administrativno podijeljeno na dvije županije, Ličko- Senjsku (Zona A) i Zadarsku (Zona B i C). Arhitekt naselja je Dinko Milas, a izvođač je bila jugoslavenska tvrtka GRO Vladimir Gortan sa sjedištem u Zagrebu. 
Iskazuje se kao naselje od 1991., što predstavlja odmak od izvorne zamisli arhitekta Milasa i izvođača naselja, i suvlasnike je stavilo u novu poziciju.
U 2001. je nastalo dijeljenjem naselja Gajac između grada Novalje i grada Paga u Zadarskoj županiji.
Gajac je novije apartmansko naselje smješteno cca 2 km od Novalje, a od poznate plaže Zrće 1 km. Blaga klima, s mnogo sunca, u okruženju mora, vrtova i kamena, s pogledom na prelijepi Velebit, čini poseban ugođaj gostima. Zbog dobre povezanosti, mnogobrojnih arheoloških lokaliteta, poznate gastronomske ponude i gostoljubivosti domaćina Gajac spada u poželjno odredište turista. S preko 3000 apartmana i dobrom ugostiteljskom i trgovačkom uslugom namjenski je građeno za odmor, a arhitekt naselja Dinko Milas planski je nazvao bungalove "domovima za odmor". Nažalost nekontrolirano i bespravno širenje naselja Gajac ugrožava zaštićeni ornitološki rezervat Kolansko blato.

## Stanovništvo
Prema popisu stanovništva iz 2001. godine, naselje je imalo 56 stanovnika te 21 obiteljskih kućanstava.
| broj stanovnika |       |       |       |       |       |       |       |       |       |       |       |       |       | 5     | 56    | 84    | 86    |
|                 | 1857. | 1869. | 1880. | 1890. | 1900. | 1910. | 1921. | 1931. | 1948. | 1953. | 1961. | 1971. | 1981. | 1991. | 2001. | 2011. | 2021. |